# Festival de la Canción de Eurovisión 1982
El XXVII Festival de la Canción de Eurovisión se celebró el 24 de abril de 1982 en Harrogate, Reino Unido. La presentadora fue Jan Leeming, y la victoria fue para la alemana occidental Nicole Hohloch con el tema "Ein bißchen Frieden", que se convertiría en un éxito en toda Europa.
Grecia tenía que participar en el concurso con la canción Sarantapente Kopelies realizada por Themis Adamantidis, pero la ministra de Cultura de Grecia, Melina Mercouri, decidió retirar la canción apenas dos semanas antes de la competencia, ya que no cumplía con sus estándares de calidad.
En noviembre de 1981, TF1 declinó participar en el Festival de la Canción de Eurovisión de 1982, y el director de entretenimiento, Pierre Bouteiller, dijo: "La ausencia de talento y la mediocridad de las canciones fueron lo que provocó la molestia. Eurovisión es un monumento a la inanidad ".  Antenne 2 tomó el control debido a la reacción del público a la retirada de TF1, organizando una final nacional para seleccionar la entrada francesa del concurso de 1983. Fue la segunda y última vez que el país galo se ausentó del festival en toda su historia.
El participante de Finlandia, Kojo, acudió con una canción protesta contra las bombas nucleares, que, sin embargo, no recibió ni un solo voto.
Este festival tuvo el récord de tener a sus participantes con nombres muy breves, tomando por ejemplo a la ganadora Nicole, a la luxemburguesa Svetlana, o al grupo sueco Chips.

## Países participantes

### Canciones y selección
| País y TV               | Título original de la canción | Artista                     | Proceso y fecha de selección             |
| País y TV               | Traducción al español         | Idiomas                     | Proceso y fecha de selección             |
| ----------------------- | ----------------------------- | --------------------------- | ---------------------------------------- |
| Alemania Occidental ARD | Ein bißchen Frieden           | Nicole                      | Ein lied für Harrogate 1982, 20-03-1982  |
| Alemania Occidental ARD | Un poco de paz                | Alemán                      | Ein lied für Harrogate 1982, 20-03-1982  |
| Austria ORF             | Sonntag                       | Mess                        | Final Nacional, 25-03-1982               |
| Austria ORF             | Domingo                       | Alemán                      | Final Nacional, 25-03-1982               |
| Bélgica BRT             | Si tu aimes ma musique        | Stella                      | Palmarés 1982, 07-03-1982                |
| Bélgica BRT             | Si te gusta mi música         | Francés                     | Palmarés 1982, 07-03-1982                |
| Chipre CyBC             | Mono i agapi                  | Anna Vissi                  | Elección Interna                         |
| Chipre CyBC             | Solo el amor                  | Griego                      | Elección Interna                         |
| Dinamarca DR            | Video, Video                  | Brixx                       | Dansk Melodi Grand-Prix 1982, 13-03-1982 |
| Dinamarca DR            | Vídeo, vídeo                  | Danés                       | Dansk Melodi Grand-Prix 1982, 13-03-1982 |
| España TVE              | Él                            | Lucía                       | Elección Interna                         |
| España TVE              | -                             | Español                     | Elección Interna                         |
| Finlandia YLE           | Nuku pommiin                  | Kojo                        | Euroviisut 1982, 19-02-1982              |
| Finlandia YLE           | Dormir demasiado              | Finés                       | Euroviisut 1982, 19-02-1982              |
| Irlanda RTÉ             | Here today gone tomorrow      | The Duskeys                 | National Song Contest 1982, 14-03-1982   |
| Irlanda RTÉ             | Hoy aquí, mañana ya no        | Inglés                      | National Song Contest 1982, 14-03-1982   |
| Israel IBA              | Hora                          | Avi Toledano                | Kdam Eurovision 1982, 03-03-1982         |
| Israel IBA              | -                             | Hebreo                      | Kdam Eurovision 1982, 03-03-1982         |
| Luxemburgo CLT          | Cours après le temps          | Svetlana                    | Elección Interna                         |
| Luxemburgo CLT          | Corre tras el tiempo          | Francés                     | Elección Interna                         |
| Noruega NRK             | Adieu                         | Jahn Teigen e Anita Skorgan | Melodi Grand Prix 1982, 20-03-1982       |
| Noruega NRK             | Adiós                         | Noruego                     | Melodi Grand Prix 1982, 20-03-1982       |
| Países Bajos NOS        | Jij en ik                     | Bill van Dijk               | Nationaal Songfestival 1982, 24-02-1982  |
| Países Bajos NOS        | Tú y yo                       | Neerlandés                  | Nationaal Songfestival 1982, 24-02-1982  |
| Portugal RTP            | Bem bom                       | Doce                        | Festival da Canção 1982, 24-03-1982      |
| Portugal RTP            | Muy bien                      | Portugués                   | Festival da Canção 1982, 24-03-1982      |
| Reino Unido BBC         | One step further              | Bardo                       | A Song for Europe, 24-03-1982            |
| Reino Unido BBC         | Un paso más                   | Inglés                      | A Song for Europe, 24-03-1982            |
| Suecia SVT              | Dag efter dag                 | Chips                       | Melodifestivalen 1982, 27-02-1982        |
| Suecia SVT              | Día tras día                  | Sueco                       | Melodifestivalen 1982, 27-02-1982        |
| Suiza SSR SRG           | Amour on t'aime               | Arlette Zola                | Final Nacional, 28-01-1982               |
| Suiza SSR SRG           | Amor, te queremos             | Francés                     | Final Nacional, 28-01-1982               |
| Turquía TRT             | Hani?                         | Neco                        | Final Nacional, 07-03-1982               |
| Turquía TRT             | ¿A dónde?                     | Turco                       | Final Nacional, 07-03-1982               |
| Yugoslavia JRT          | Halo, Halo                    | Aska                        | Pjesma Eurovizije 1982, 12-03-1982       |
| Yugoslavia JRT          | Diga, diga                    | Serbio                      | Pjesma Eurovizije 1982, 12-03-1982       |

## Resultados
El festival empezó con una clara favorita: Alemania Occidental, y estos no decepcionaron a nadie, pues ya desde la primera votación, Nicole se ponía primera. La segunda votación fue favorable a Israel y la tercera puso a Reino Unido y Alemania en empate en primer lugar. Ya desde entonces Alemania empezó a sacar muchísima ventaja, tal fue así que antes de que precisamente Alemania, (que votaba última) votase, ya se sabía de la victoria germana. Alemania le sacó más de la mitad de puntos que tenía el inmediato subcampeón: Israel, y es que el Festival de 1982 fue claramente favorable al palmarés que inauguraba Alemania.
| #  | País                | Intérprete(s)               | Canción                     | Lugar | Puntos |
| -- | ------------------- | --------------------------- | --------------------------- | ----- | ------ |
| 01 | Portugal            | Doce                        | «Bem bom»                   | 13    | 32     |
| 02 | Luxemburgo          | Svetlana                    | «Cours après le temps»      | 6     | 78     |
| 03 | Noruega             | Jahn Teigen & Anita Skorgan | «Adieu»                     | 12    | 40     |
| 04 | Reino Unido         | Bardo                       | «One step further»          | 7     | 76     |
| 05 | Turquía             | Neco                        | «Hani?»                     | 15    | 20     |
| 06 | Finlandia           | Kojo                        | «Nuku pommiin»              | 18    | 0      |
| 07 | Suiza               | Arlette Zola                | «Amour on t'aime»           | 3     | 97     |
| 08 | Chipre              | Anna Vissi                  | «Mono i agapi»              | 5     | 85     |
| 09 | Suecia              | Chips                       | «Dag efter dag»             | 8     | 67     |
| 10 | Austria             | Mess                        | «Sonntag»                   | 9     | 57     |
| 11 | Bélgica             | Stella Maessen              | «Si tu aimes ma musique»    | 4     | 96     |
| 12 | España              | Lucía                       | «Él»                        | 10    | 52     |
| 13 | Dinamarca           | Brixx                       | «Video, video»              | 17    | 5      |
| 14 | Yugoslavia          | Aska                        | «Halo, halo»                | 14    | 21     |
| 15 | Israel              | Avi Toledano                | «Hora»                      | 2     | 100    |
| 16 | Países Bajos        | Bill van Dijk               | «Jij en ik»                 | 16    | 8      |
| 17 | Irlanda             | The Duskeys                 | «Here today, gone tomorrow» | 11    | 49     |
| 18 | Alemania Occidental | Nicole                      | «Ein bißchen Frieden»       | 1     | 161    |

## Votación

### Sistema de votación
Cada país poseía un jurado de once miembros que otorgaba de 12, 10, 8, 7, 6, 5, 4, 3, 2 a 1 puntos a sus diez canciones favoritas.

### Tabla de votos
|                                      |                       | Resultados         |                         |                    |                      |                  |                   |                   |                    |                    |                   |                      |                       |                   |                             |                    |                                |    |    |
| Bandera de Portugal                  | Bandera de Luxemburgo | Bandera de Noruega | Bandera del Reino Unido | Bandera de Turquía | Bandera de Finlandia | Bandera de Suiza | Bandera de Chipre | Bandera de Suecia | Bandera de Austria | Bandera de Bélgica | Bandera de España | Bandera de Dinamarca | Bandera de Yugoslavia | Bandera de Israel | Bandera de los Países Bajos | Bandera de Irlanda | Bandera de Alemania Occidental |    |    |
| Participantes                        | Portugal              |                    | 7                       | 0                  | 4                    | 5                | 2                 | 1                 | 0                  | 6                  | 0                 | 0                    | 0                     | 0                 | 0                           | 1                  | 4                              | 2  | 0  |
| Participantes                        | Luxemburgo            | 6                  |                         | 7                  | 6                    | 3                | 7                 | 0                 | 0                  | 0                  | 2                 | 8                    | 5                     | 4                 | 0                           | 5                  | 7                              | 10 | 8  |
| Participantes                        | Noruega               | 0                  | 6                       |                    | 0                    | 0                | 0                 | 0                 | 4                  | 4                  | 6                 | 2                    | 2                     | 0                 | 0                           | 0                  | 0                              | 6  | 10 |
| Participantes                        | Reino Unido           | 4                  | 12                      | 6                  |                      | 10               | 4                 | 5                 | 3                  | 0                  | 12                | 0                    | 1                     | 2                 | 6                           | 2                  | 1                              | 7  | 1  |
| Participantes                        | Turquía               | 0                  | 8                       | 3                  | 0                    |                  | 1                 | 3                 | 0                  | 0                  | 3                 | 0                    | 0                     | 0                 | 0                           | 0                  | 2                              | 0  | 0  |
| Participantes                        | Finlandia             | 0                  | 0                       | 0                  | 0                    | 0                |                   | 0                 | 0                  | 0                  | 0                 | 0                    | 0                     | 0                 | 0                           | 0                  | 0                              | 0  | 0  |
| Participantes                        | Suiza                 | 2                  | 2                       | 4                  | 12                   | 2                | 0                 |                   | 6                  | 2                  | 10                | 12                   | 0                     | 7                 | 10                          | 10                 | 10                             | 8  | 0  |
| Participantes                        | Chipre                | 5                  | 4                       | 12                 | 3                    | 0                | 8                 | 8                 |                    | 0                  | 5                 | 3                    | 7                     | 0                 | 5                           | 7                  | 12                             | 0  | 6  |
| Participantes                        | Suecia                | 7                  | 3                       | 8                  | 5                    | 0                | 3                 | 4                 | 0                  |                    | 8                 | 5                    | 4                     | 8                 | 2                           | 0                  | 5                              | 3  | 2  |
| Participantes                        | Austria               | 0                  | 0                       | 0                  | 10                   | 7                | 0                 | 0                 | 7                  | 0                  |                   | 6                    | 8                     | 6                 | 4                           | 4                  | 0                              | 5  | 0  |
| Participantes                        | Bélgica               | 8                  | 5                       | 5                  | 2                    | 6                | 5                 | 2                 | 8                  | 7                  | 4                 |                      | 10                    | 10                | 7                           | 6                  | 3                              | 4  | 4  |
| Participantes                        | España                | 0                  | 1                       | 0                  | 0                    | 8                | 6                 | 7                 | 10                 | 0                  | 0                 | 4                    |                       | 0                 | 1                           | 8                  | 0                              | 0  | 7  |
| Participantes                        | Dinamarca             | 3                  | 0                       | 0                  | 0                    | 0                | 0                 | 0                 | 0                  | 1                  | 0                 | 0                    | 0                     |                   | 0                           | 0                  | 0                              | 1  | 0  |
| Participantes                        | Yugoslavia            | 0                  | 0                       | 0                  | 0                    | 4                | 0                 | 0                 | 1                  | 12                 | 0                 | 1                    | 0                     | 3                 |                             | 0                  | 0                              | 0  | 0  |
| Participantes                        | Israel                | 10                 | 10                      | 1                  | 1                    | 0                | 12                | 10                | 2                  | 10                 | 7                 | 7                    | 6                     | 1                 | 3                           |                    | 8                              | 0  | 12 |
| Participantes                        | Países Bajos          | 0                  | 0                       | 0                  | 0                    | 0                | 0                 | 0                 | 0                  | 3                  | 0                 | 0                    | 0                     | 0                 | 0                           | 0                  |                                | 0  | 5  |
| Participantes                        | Irlanda               | 1                  | 0                       | 2                  | 7                    | 1                | 0                 | 6                 | 5                  | 5                  | 0                 | 0                    | 3                     | 5                 | 8                           | 3                  | 0                              |    | 3  |
| Participantes                        | Alemania occidental   | 12                 | 0                       | 10                 | 8                    | 12               | 10                | 12                | 12                 | 8                  | 1                 | 10                   | 12                    | 12                | 12                          | 12                 | 6                              | 12 |    |
| LA TABLA ESTÁ ORDENADA POR APARICIÓN |                       |                    |                         |                    |                      |                  |                   |                   |                    |                    |                   |                      |                       |                   |                             |                    |                                |    |    |

### Máximas puntuaciones
Tras la votación los países que recibieron 12 puntos (máxima puntuación que podía otorgar el jurado) fueron:
| N. | A                   | De                                                                               |
| -- | ------------------- | -------------------------------------------------------------------------------- |
| 9  | Alemania Occidental | Portugal, Turquía, Suiza, Chipre, España, Dinamarca, Yugoslavia, Israel, Irlanda |
| 2  | Chipre              | Países Bajos, Noruega                                                            |
| 2  | Israel              | Finlandia, Alemania Occidental                                                   |
| 2  | Reino Unido         | Luxemburgo, Austria                                                              |
| 2  | Suiza               | Reino Unido, Bélgica                                                             |
| 1  | Yugoslavia          | Suecia                                                                           |

### Jurado español
El jurado español estaba presentado por Marisa Medina y compuesto por la pintora Marisa Cofiño, el peluquero Luis González, la estudiante Estela Alcaraz, el atleta Colomán Trabado, la bailaora María Ángeles Toledano, el actor Eusebio Poncela, la hostelera María Teresa Portal, el joyero Leandro Martín, la licenciada en Derecho Miriam Ruiz, el florista Miguel Martínez y la estudiante Asunción López. Actuó como presidente José María Quero.